# Plobsheim
Plobsheim (Plobse en alsacien) est une commune française, située dans la circonscription administrative du Bas-Rhin et, depuis le 1er janvier 2021, dans le territoire de la Collectivité européenne d'Alsace, en région Grand Est. Elle fait partie de l'Aire urbaine Sud de Strasbourg.
Cette commune se trouve dans la région historique et culturelle d'Alsace.

## Géographie
Située sur le canal du Rhône au Rhin, la commune de Plobsheim se trouve sur la liaison cyclable en site propre Strasbourg - Marckolsheim aménagée sur le chemin de halage du canal, l'un des maillons alsaciens du grand itinéraire cyclable européen EV15 (Véloroute Rhin) (1 320 km) qui relie la source du Rhin, située dans les Grisons en Suisse, à son embouchure à Rotterdam.
La commune, située sur la nappe phréatique ello-rhénane, fait actuellement l'objet de gros travaux en vue de l'approvisionnement en eau potable de la ville de Strasbourg. Six puits d'une profondeur de quatre-vingts mètres ainsi qu'un bâtiment d'exploitation de 2 300 m2 sont construits en 2018, cependant que dix-huit kilomètres de canalisation en direction de Strasbourg sont posés.
| Eschau    | Eschau    |                              |
| Eschau    | Plobsheim | Le Rhin Neuried ( Allemagne) |
| Nordhouse | Erstein   |                              |

### Hydrographie

#### Réseau hydrographique
La commune est dans le bassin versant du Rhin au sein du bassin Rhin-Meuse. Elle est drainée par le canal du Rhone au Rhin, le Rhin, le Rhin Tordu, le contre canal du Langgiessen, le canal d'Alimentation de l'Ill, le canal d'alimentation du Bassin de Plobsheim, le ruisseau Petergiessen et la rivière Muhlgiessen,.
Le canal du Rhône au Rhin, d'une longueur de 133 km, relie la Saône, affluent navigable du Rhône, au Rhin, par la vallée du Doubs et son prolongement en Haute Alsace jusqu'à Niffer sur le Rhin, un autre prolongement rejoignant Strasbourg par la canalisation de l'Ill.
Le Rhin, long de 1 233 km est le plus long fleuve se déversant dans la mer du Nord et de l'une des voies navigables les plus fréquentées du monde. Il traverse la Suisse, l'Autriche, l'Allemagne et les Pays-Bas et marque la frontière entre l'Allemagne et la France. Les caractéristiques hydrologiques du Rhin sont données par la station hydrologique située sur la commune de Strasbourg. Le débit moyen mensuel est de 1 080 m3/s. Le débit moyen journalier maximum est de 3 810 m3/s, atteint lors de la crue du 16 juillet 2021. Le débit instantané maximal est quant à lui de 4 000 m3/s, atteint le 17 juillet 2021.
Le Rhin Tordu, d'une longueur de 22 km, prend sa source dans la commune  et se jette  dans l'Ill à Strasbourg, après avoir traversé quatre communes.

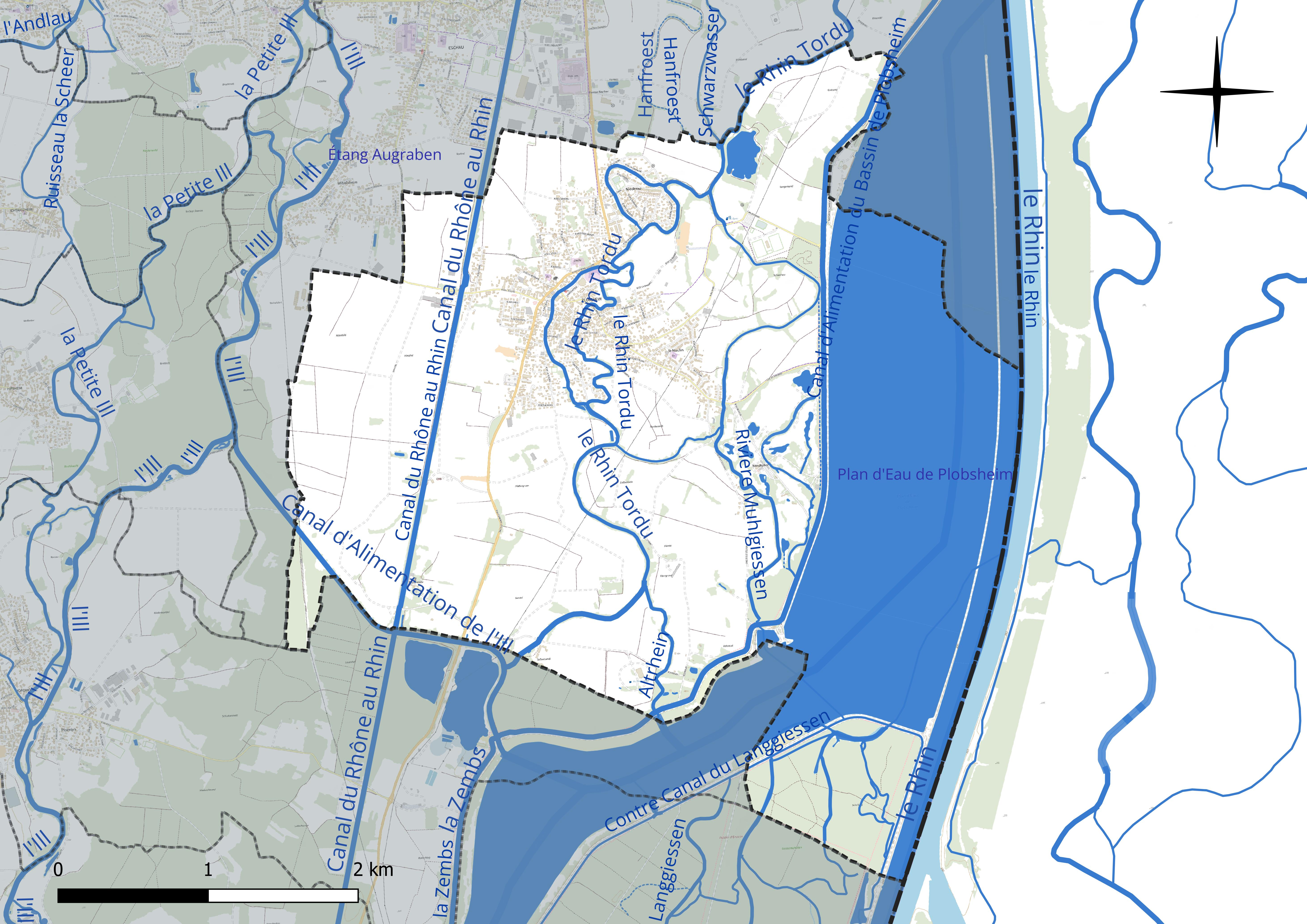
Réseau hydrographique de Plobsheim.

Un plan d'eau complète le réseau hydrographique : le plan d'eau de Plobsheim, d'une superficie totale de 649,9 ha (348,4 ha sur la commune),.

#### Gestion et qualité des eaux
Le territoire communal est couvert par le schéma d'aménagement et de gestion des eaux (SAGE) « Ill Nappe Rhin ». Ce document de planification concerne la nappe phréatique rhénane, les cours d'eau de la plaine d'Alsace et du piémont oriental du Sundgau, les canaux situés entre l'Ill et le Rhin et les zones humides de la plaine d'Alsace. Le périmètre s’étend sur 3 596 km2. Il a été approuvé le 17 janvier 2005. La structure porteuse de l'élaboration et de la mise en œuvre est la région Grand Est.
La qualité des cours d’eau peut être consultée sur un site dédié géré par les agences de l’eau et l’Agence française pour la biodiversité.

### Climat
Pour des articles plus généraux, voir Climat du Grand Est et Climat du Bas-Rhin.
En 2010, le climat de la commune est de type climat des marges montargnardes, selon une étude du Centre national de la recherche scientifique s'appuyant sur une série de données couvrant la période 1971-2000. En 2020, Météo-France publie une typologie des climats de la France métropolitaine dans laquelle la commune est exposée à un climat semi-continental et est dans la région climatique  Alsace, caractérisée par une pluviométrie faible, particulièrement en automne et en hiver, un été chaud et bien ensoleillé, une humidité de l’air basse au printemps et en été, des vents faibles et des brouillards fréquents en automne (25 à 30 jours).
Pour la période 1971-2000, la température annuelle moyenne est de 10,6 °C, avec une amplitude thermique annuelle de 17,7 °C. Le cumul annuel moyen de précipitations est de 676 mm, avec 8,4 jours de précipitations en janvier et 10,1 jours en juillet. Pour la période 1991-2020, la température moyenne annuelle observée sur la station météorologique de Météo-France la plus proche, « Strasbourg-Entzheim », sur la commune d'Entzheim à 10 km à vol d'oiseau, est de 11,4 °C et le cumul annuel moyen de précipitations est de 635,7 mm. 
La température maximale relevée sur cette station est de 38,9 °C, atteinte le 25 juillet 2019 ; la température minimale est de −23,6 °C, atteinte le 23 janvier 1942,,.
Les paramètres climatiques de la commune ont été estimés pour le milieu du siècle (2041-2070) selon différents scénarios d'émission de gaz à effet de serre à partir des nouvelles projections climatiques de référence DRIAS-2020. Ils sont consultables sur un site dédié publié par Météo-France en novembre 2022.

## Urbanisme

### Typologie
Au 1er janvier 2024, Plobsheim est catégorisée ceinture urbaine, selon la nouvelle grille communale de densité à sept niveaux définie par l'Insee en 2022.
Elle appartient à l'unité urbaine de Strasbourg (partie française), une agglomération internationale regroupant 23  communes, dont elle est une commune de la banlieue,,. Par ailleurs la commune fait partie de l'aire d'attraction de Strasbourg (partie française), dont elle est une commune de la couronne,. Cette aire, qui regroupe 268 communes, est catégorisée dans les aires de 700 000 habitants ou plus (hors Paris),.

### Occupation des sols
L'occupation des sols de la commune, telle qu'elle ressort de la base de données européenne d’occupation biophysique des sols Corine Land Cover (CLC), est marquée par l'importance des territoires agricoles (54,3 % en 2018), en diminution par rapport à 1990 (55,2 %). La répartition détaillée en 2018 est la suivante : terres arables (54,2 %), eaux continentales (24,6 %), zones urbanisées (9,9 %), forêts (6,3 %), espaces verts artificialisés, non agricoles (4,9 %), zones agricoles hétérogènes (0,1 %). L'évolution de l’occupation des sols de la commune et de ses infrastructures peut être observée sur les différentes représentations cartographiques du territoire : la carte de Cassini (XVIIIe siècle), la carte d'état-major (1820-1866) et les cartes ou photos aériennes de l'IGN pour la période actuelle (1950 à aujourd'hui).

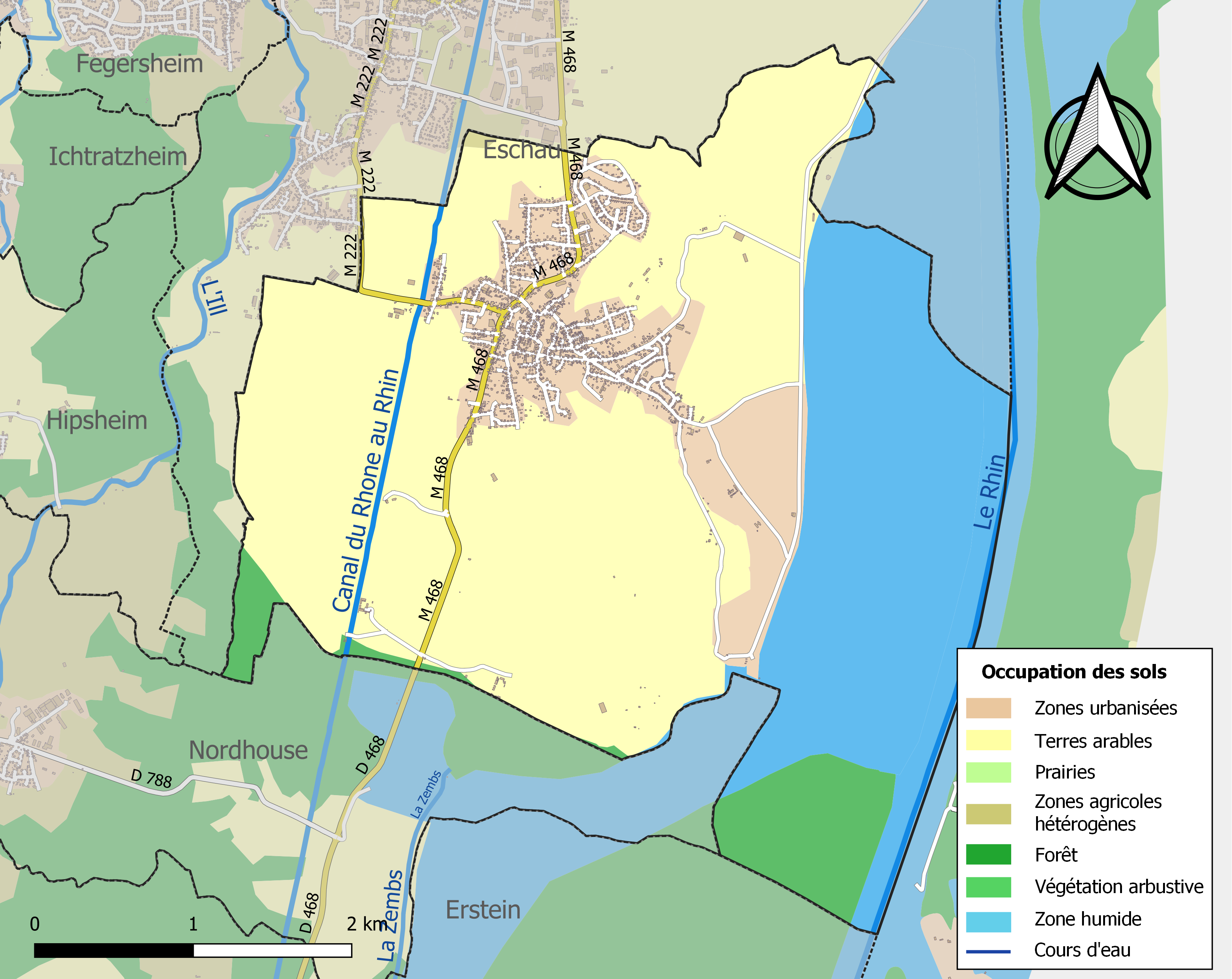
Carte des infrastructures et de l'occupation des sols de la commune en 2018 (CLC).

## Histoire
La première mention faite du village date de 778 (sous le règne de Charlemagne, sous le nom de « Bladbolsheim » : pays de l'aimable souverain) dans le testament de l'évêque Remigius de Strasbourg. Un premier château fort fut alors construit à l'entrée Nord du village, entouré d'un fossé alimenté par le Dorfgiessen, il n'existe plus aujourd'hui. En 841, lors du partage de l'empire, Plobsheim devient terre de l'Empire germanique. Les seigneurs de Plobsheim seront alors, entre autres Heimbourg, Mossung, zum Treubel.
En 1416, l'empereur Sigismond confie le village à Johann Zorn von Eckerich, le village restera lié à la famille Zorn pendant plus de deux siècles. En 1427, les Zorn cèdent leurs droits patronaux sur l'église à Lintelmann II de Rathsamhausen, seigneur de Wiebolsheim. Ce dernier fait construire le chœur et la vieille sacristie de l'actuelle église. En 1454, Adam von Zorn fait construire la chapelle Notre-Dame-du-Chêne au sud du village. En 1562, pendant la Réforme, les Zorn adoptent la religion luthérienne, et tous les habitants du village doivent faire de même. En 1590, les Zorn font construire un château, acquis par la commune en 1836 et qui a servi d'école jusqu'en janvier 2021 sous le nom d’École du Château. La guerre de Trente Ans (1618 - 1648) cause de nombreux dégâts dans la paroisse.
En 1684, Louis XIV réintroduit le catholicisme, et retire Plobsheim aux Zorn, pour l'attribuer aux seigneurs Nicolas de Kempfer et Christophe de Güntzer. Ces nobles sont parmi les premiers nobles à se convertir au catholicisme, mais seulement un tiers de la population redevient alors catholique. Les Kempfer s'installent dans le château des Zorn, les Güntzer font bâtir une résidence dans la rue de l'Église en 1705 : le « Güntzerschloss », devenue actuellement une propriété privée. Une autre résidence construite à cette époque, la maison Lorentz (1700), démolie en 1963, pour cause de restauration jugée trop coûteuse.
Le « Kempferhof » fut construit à la fin du XIXe siècle, il sert actuellement de restaurant au golf du même nom. En 1886, deux pasteurs luthériens-orthodoxes, Georges Lienhard et Paul Horning, font construire une chapelle et un presbytère, rue de la Scierie. Cette chapelle est devenue une école en 1930, lors du retour des protestataires dans le giron de l'Église officielle. Cette "Nouvelle École" a fermé en janvier 2021.
Les guerres de 1870-1871 et 1914-1918 épargnent relativement la commune. En revanche, le 1er septembre 1939, la population est évacuée dans le Périgord, à Port-Sainte-Foy-et-Ponchapt (Dordogne). Les habitants se rendirent à la gare d'Erstein pour prendre le train. Les premières familles reviennent le 9 août 1940, alors que Plobsheim est occupée par l'armée allemande. Le retour fut difficile, de nombreuses maison furent laissées à la merci de l'occupant, de nombreux habitants ne retrouvèrent pas leurs bêtes à leur retour.

### La Libération
Le 28 novembre 1944 à 7 h 30, Plobsheim est libérée par la 2e division blindée du général Leclerc. Lors de la traversée de Plobsheim, les premiers chars rencontrent un tramway couché en travers de la route au niveau de l'actuelle rue des Bons-Voisins, la résistance allemande à aussi enterré quelques mines antichar dans le sol. La carcasse du tramway est dégagée par un char et poussée dans la pente de la rivière. Lors du passage devant l'église protestante, un char ouvre le feu et tire dans l'église, pensant qu'il y avait à l’intérieur un canon antichar embusqué qui attendait la colonne blindée. L'obus entra dans l'église, et percuta plusieurs bancs pour finir sa course dans un pilier en bois sans exploser, aujourd'hui la trace du passage de l'obus est encore visible sur le sol du parvis de l'église.
Le village a aussi été touché par des obus allemands tirés de l'autre côté du Rhin détruisant quelques maisons au centre du village. Le pont du canal a été détruit par un raid aérien allié. Les maisons autour du pont eurent toutes le toit arraché par le souffle de l'explosion. Le petit pont qui franchit le Muehlgiessen en direction de l'actuel stade a été dynamité par la résistance.
Traditionnellement village d'agriculteurs, pêcheurs et artisans, Plobsheim a beaucoup évolué et grandi au cours des 50 dernières années. En 1968, Plobsheim rejoint la communauté urbaine de Strasbourg.

## Politique et administration

### Jumelages
Port-Sainte-Foy-et-Ponchapt (France).
 Altenheim (Neuried) (Allemagne).

## Démographie
L'évolution du nombre d'habitants est connue à travers les recensements de la population effectués dans la commune depuis 1793. Pour les communes de moins de 10 000 habitants, une enquête de recensement portant sur toute la population est réalisée tous les cinq ans, les populations de référence des années intermédiaires étant quant à elles estimées par interpolation ou extrapolation. Pour la commune, le premier recensement exhaustif entrant dans le cadre du nouveau dispositif a été réalisé en 2006.

En 2022, la commune comptait 4 471 habitants, en évolution de +0,83 % par rapport à 2016 (Bas-Rhin : +3,17 %, France hors Mayotte : +2,11 %).
| 1793 | 1800 | 1806 | 1821  | 1831  | 1836  | 1841  | 1846  | 1851  |
| ---- | ---- | ---- | ----- | ----- | ----- | ----- | ----- | ----- |
| 795  | 901  | 961  | 1 272 | 1 416 | 1 367 | 1 282 | 1 362 | 1 473 |

| 1856  | 1861  | 1866  | 1871  | 1875  | 1880  | 1885  | 1890  | 1895  |
| ----- | ----- | ----- | ----- | ----- | ----- | ----- | ----- | ----- |
| 1 472 | 1 506 | 1 478 | 1 387 | 1 372 | 1 385 | 1 422 | 1 425 | 1 477 |

| 1900  | 1905  | 1910  | 1921  | 1926  | 1931  | 1936  | 1946  | 1954  |
| ----- | ----- | ----- | ----- | ----- | ----- | ----- | ----- | ----- |
| 1 459 | 1 524 | 1 582 | 1 496 | 1 558 | 1 627 | 1 690 | 1 809 | 1 760 |

| 1962  | 1968  | 1975  | 1982  | 1990  | 1999  | 2006  | 2011  | 2016  |
| ----- | ----- | ----- | ----- | ----- | ----- | ----- | ----- | ----- |
| 2 015 | 2 273 | 2 309 | 3 167 | 3 306 | 3 634 | 3 651 | 3 985 | 4 434 |

| 2021  | 2022  | - | - | - | - | - | - | - |
| ----- | ----- | - | - | - | - | - | - | - |
| 4 473 | 4 471 | - | - | - | - | - | - | - |

## Économie

### Le projet MackNeXT
En 2020 la famille Mack, propriétaire d'Europa Park, annonce la création d'un centre de 2000 m² pour la création numérique immersive, autour de 50 salariés, pour équiper le parc d'attraction de Rust. Baptisé MackNexT, il aidera, comme les autres filiales et activités de la famille Mack, à apporter des compétences et savoir-faire en matière de conception d'attractions.

## Culture locale et patrimoine

### Lieux et monuments

#### Chapelle Notre-Dame-du-Chêne
Les plus anciens pèlerinages remontent à 1351. Le lieu est alors idéalement situé dans la forêt et près d'un cours d'eau calme. La chapelle en bois érigée à côté du sanctuaire dédié à la Vierge Marie est détruite en 1444. Les Zorn construisent alors l'actuelle chapelle en pierre en 1454. À la suite de la Réforme, la chapelle est fermée pendant plus de 100 ans, la chapelle subit pillages et profanations pendant la Révolution. Elle est ensuite vendue à Joseph Berger d'Erstein en 1812 puis à Jean Frédéric de Turckheim en 1817, ce dernier fait faillite, et la chapelle tombe entre les mains de nombreux créanciers. Elle est finalement rachetée par la paroisse de Plobsheim en 1866 avec l'aide du baron Félix de Dartein. Elle a par la suite été inscrite à l'Inventaire supplémentaire des monuments historiques en 1930 et 1938, et Beau site naturel en 1938.

#### Château des Zorn (1590)
Remonte à 1590, puis acquis par la commune en 1836 pour servir de mairie-école. Il abritait l'école jusqu'au 4 janvier 2021. Inscrit à l'inventaire supplémentaire des monuments historiques, par arrêté du 18 juin 1929.

#### Ligne Maginot (casemate 20/3)
Le village de Plobsheim fait partie du secteur fortifié de la ligne du Rhin. L'ouvrage principal du secteur de Plobsheim est la casemate 20/3 de type CORF. Certains ouvrages sont ensevelis comme la casemate 20/3 qui n'a d'apparent que sa cloche GFM, d'autres ont été détruits lors des grands travaux du Canal d'Alsace et la création du Plan d'eau de Plobsheim. De nombreux autres petites fortifications et abris sont disséminés autour du village mais ne font pas partie de la ligne Maginot, ils font partie d'une ligne de fortification du sud de Strasbourg construite pendant la Première Guerre mondiale. La casemate 20/3 de Plobsheim est située entre la casemate COSAQUE 19/3 du secteur d'Eschau situé au nord, et la casemate TUILERIE d'en HAUT 21/3 du secteur de Gerstheim situé au sud.

#### Autres
- Église protestante : construite en 1898 à l'initiative du pasteur Carl Schuller.
- Église Saint-Pierre-Saint-Paul : construite à partir de 1427 par Lintelmann II de Rathsamhausen, elle devient église exclusivement protestante de 1589 à 1688. À partir de cette date, les deux offices religieux s'y tiennent en alternance. En 1750, elle est agrandie et adjointe d'un clocher. Pendant la Révolution, elle subit une profanation sans précédent. En 1898, la construction de l'église protestante simplifie la situation.
- Chapelle luthérienne-orthodoxe : construite à l'initiative de Georges Lienhard et Paul Horning en 1886, école de 1930 à 2021.
- Güntzerschloss : construit en 1705.
- Le Kempferhof : château construit par le baron Jules Edouard de Dartein vers 1865, le domaine abrite désormais un golf et un hôtel de luxe[30].
- Monument aux morts.
- Pierre du triple ban : pierre qui servait à délimiter les bans des communes de Plobsheim, Altenheim et Ichenheim, déposée au lieu-dit Schollen en 1669. Elle a été déplacée derrière la mairie lors des travaux du plan d'eau.
- La Thumenau : lieu-dit au sud du village. Anciennement appelé Duminheim, Dommenheim (823), le village a été emporté par une crue du Rhin en 1353. Au XIXe siècle, Jean Frédéric de Turckheim y fait construire une résidence entourée de bâtiments agricoles. Un château est construit dans les années 1860 par Frédéric Albert Decker. Il accueille depuis 1985 la communauté du Puits de Jacob[31] : communauté catholique à ouverture œcuménique, de spiritualité ignatienne, reconnue comme association privée de fidèles.

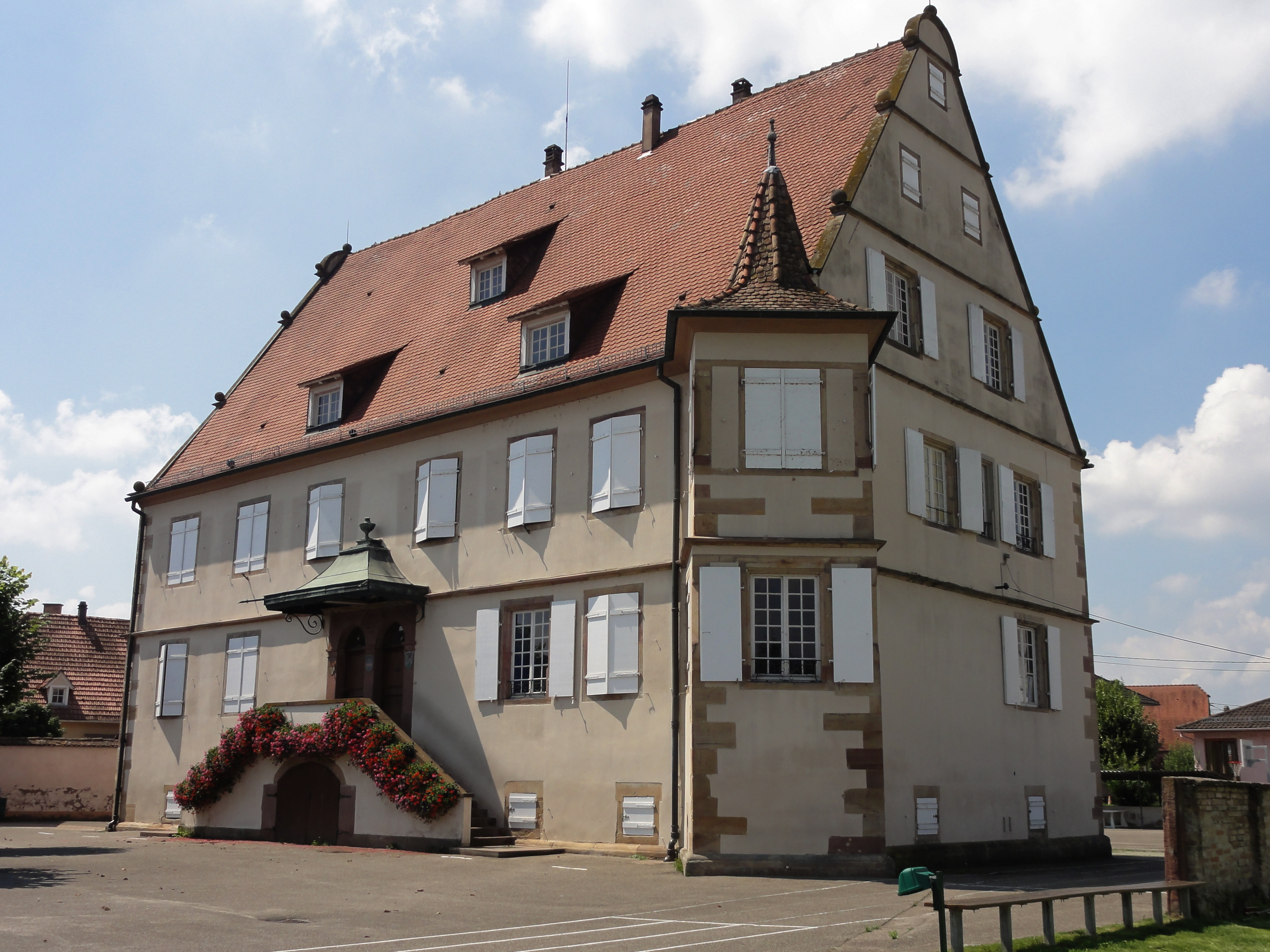
Ancien château des Zorn (XVIe), rue du Général-Leclerc.
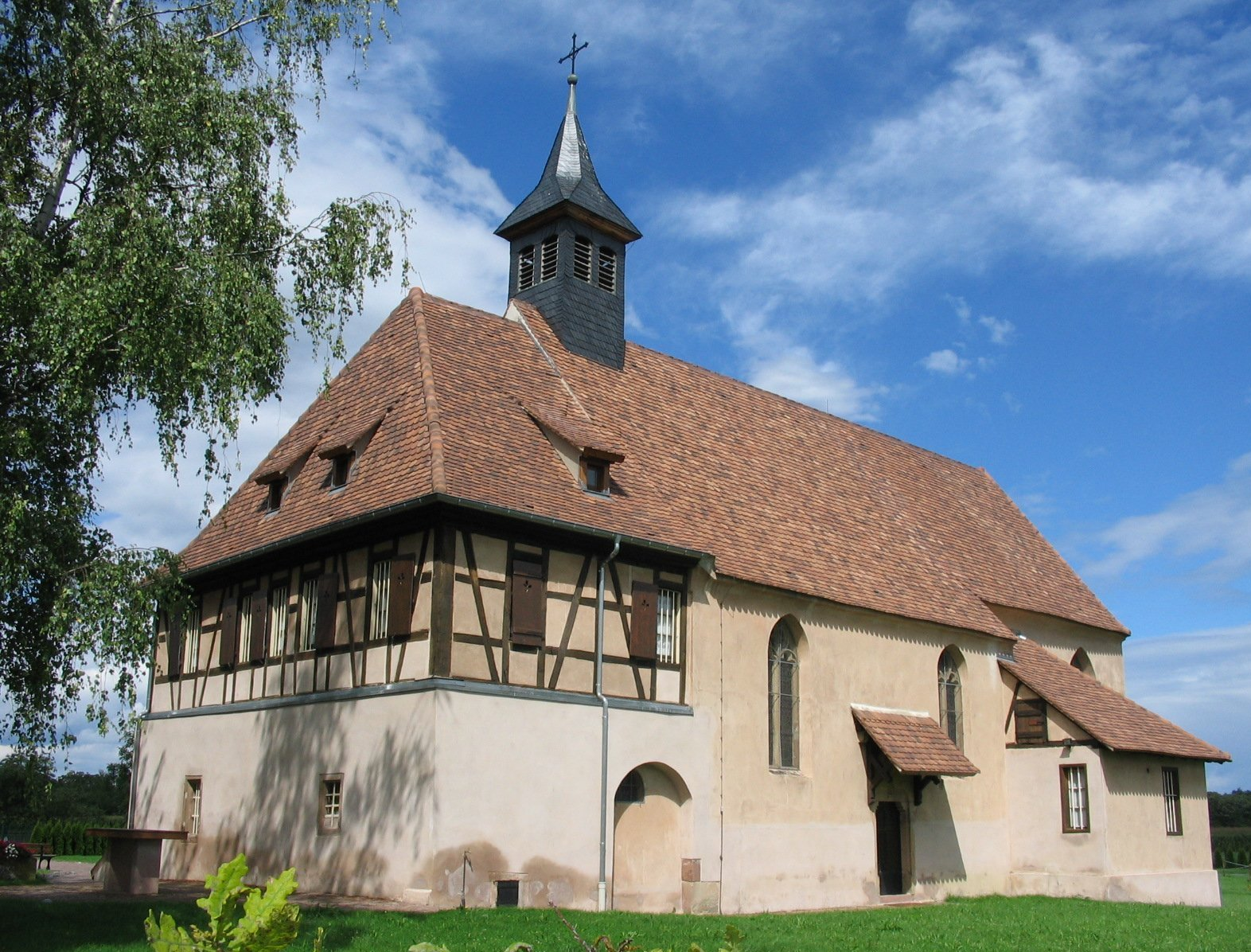
Chapelle Notre-Dame-du-Chêne (XVe).
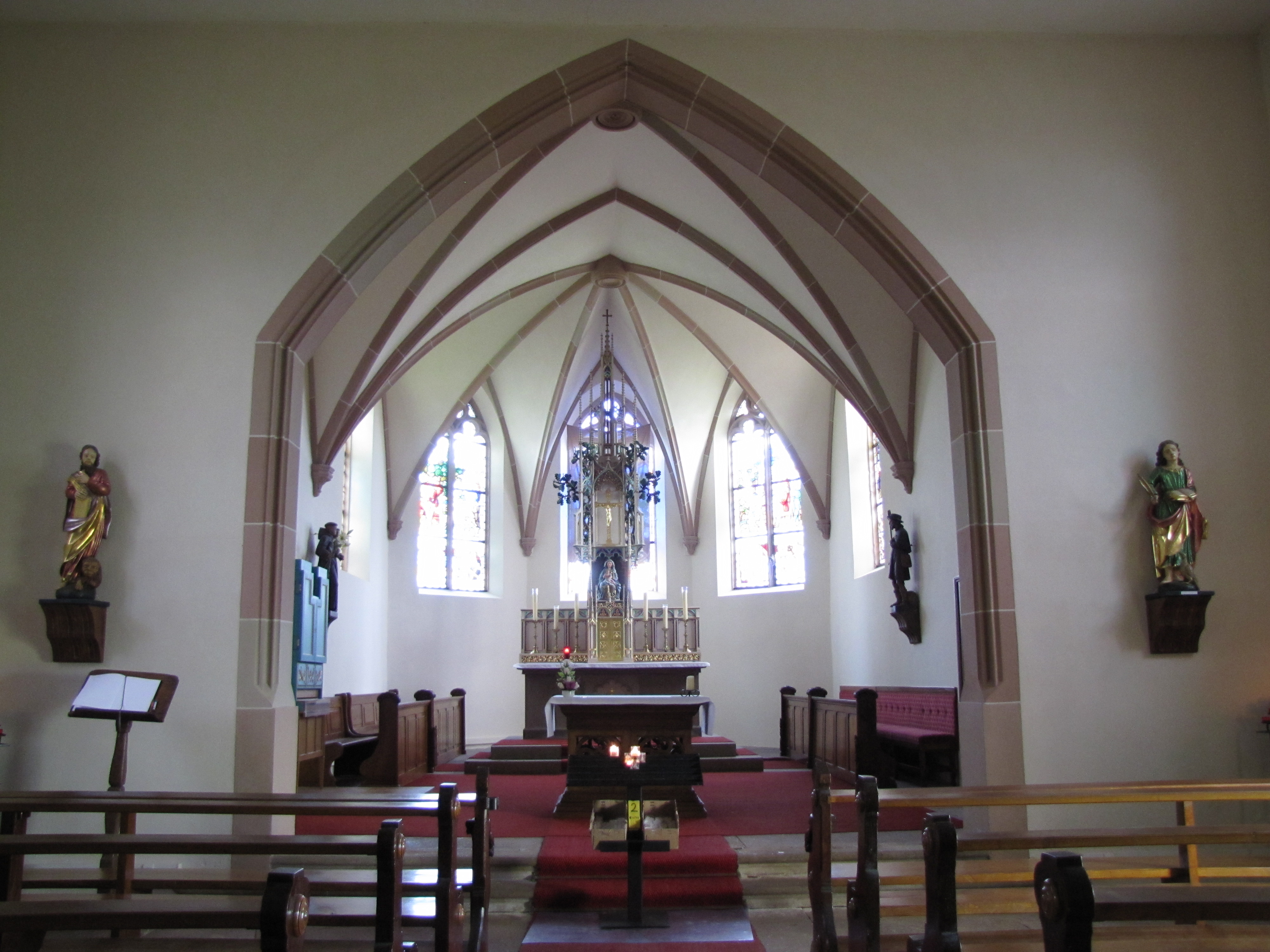
Intérieur de la chapelle.
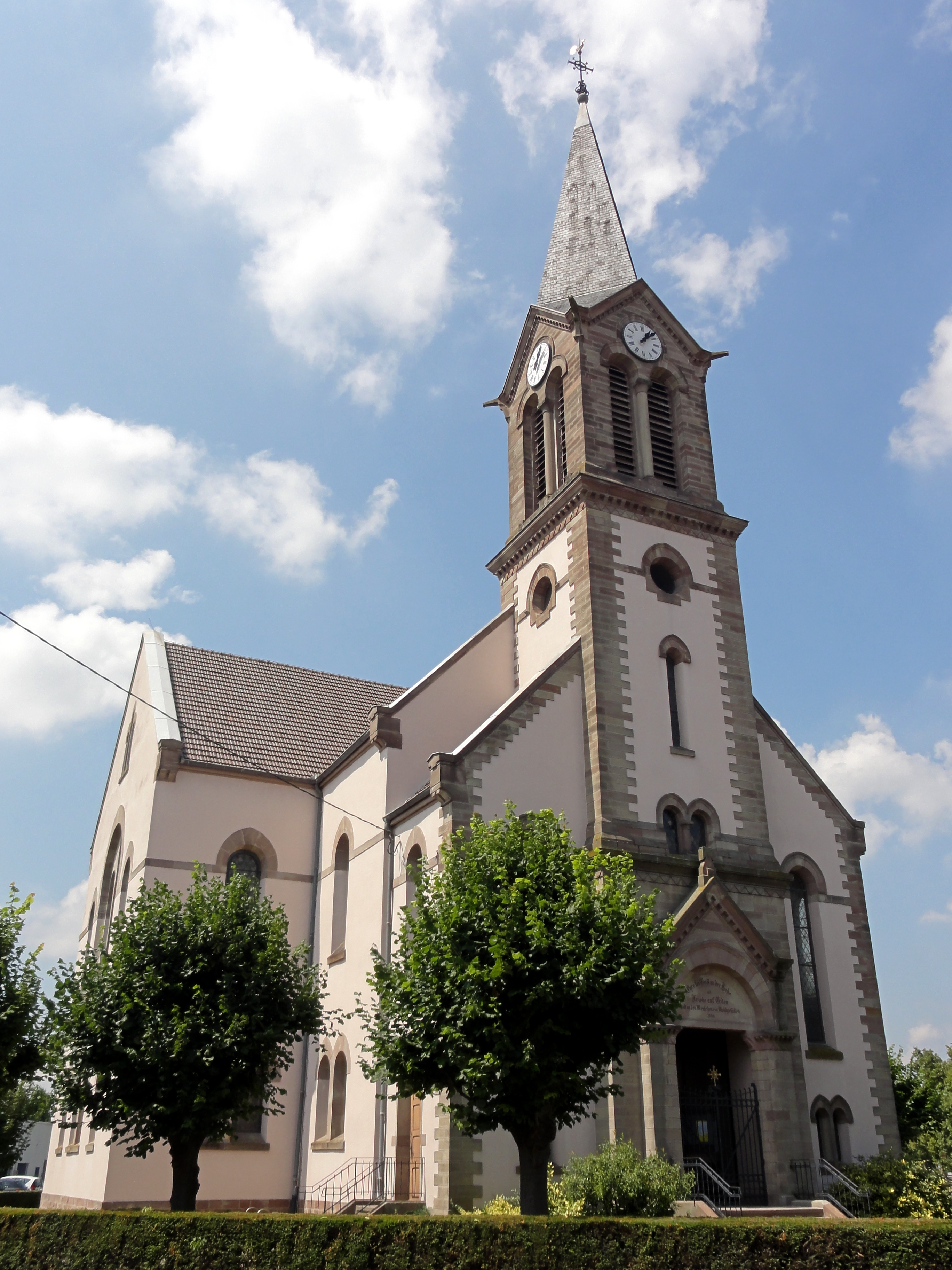
Église protestante.
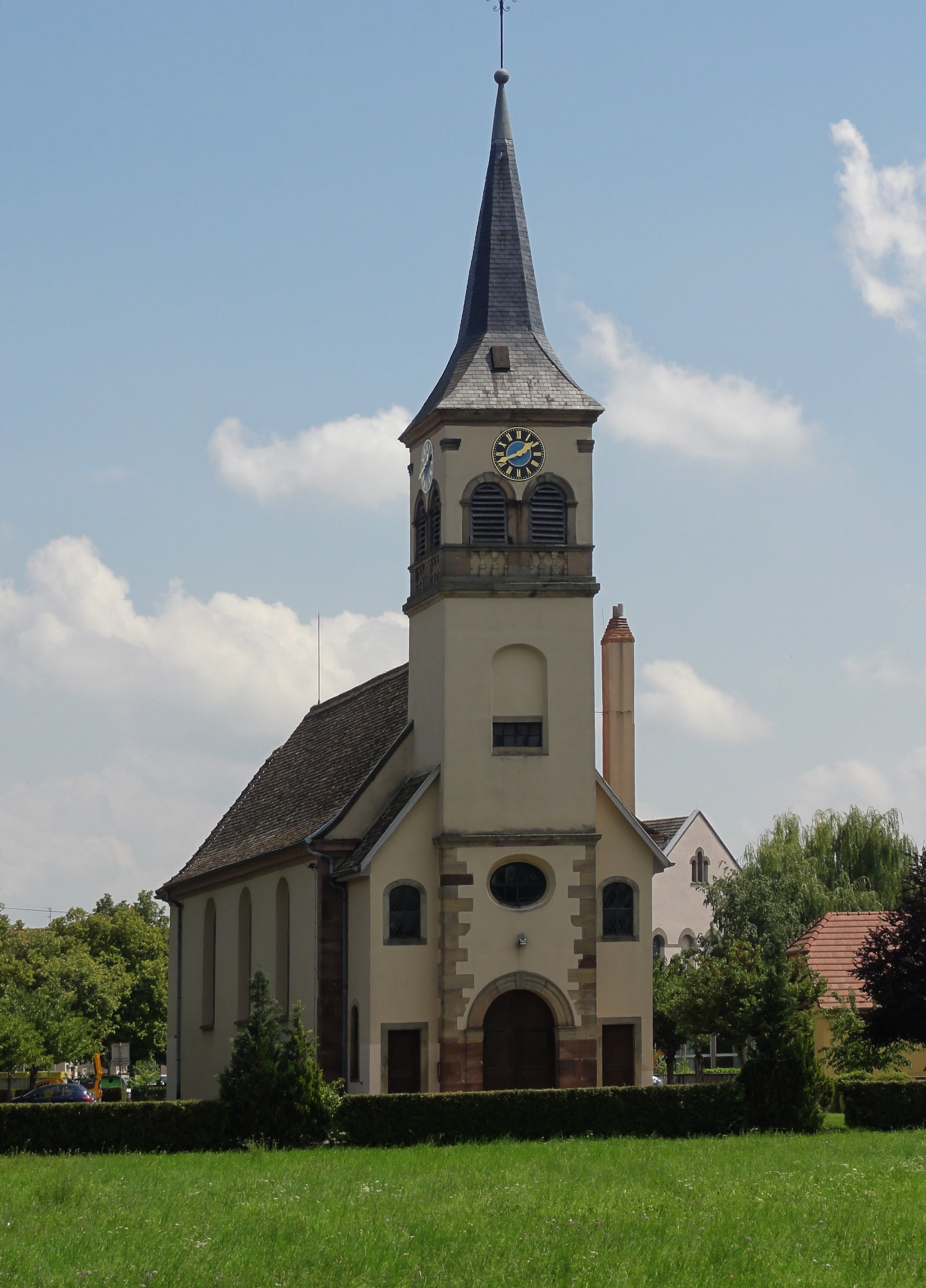
Église Saints-Pierre-et-Paul.

### Personnalités liées à la commune
Edouard Kapp (1900-1987) botaniste et conserveur des herbiers de la faculté de Strasbourg. Une rue à son nom existe à l'emplacement de la maison ou il a vécu.

### Héraldique
| Blason de Plobsheim | Blason  | D'argent à la fasce de gueules accompagnée de trois trèfles de sinople. |
| Blason de Plobsheim | Détails |                                                                         |